# Shang-Chi e a Lenda dos Dez Anéis
Shang-Chi and the Legend of the Ten Rings (bra/prt: Shang-Chi e a Lenda dos Dez Anéis) é um filme estadunidense de super-herói de 2021 baseado no personagem Shang-Chi da Marvel Comics. Produzido pelo Marvel Studios e distribuído pela Walt Disney Studios Motion Pictures, é o vigésimo quinto filme do Universo Cinematográfico Marvel. O filme foi dirigido por Destin Daniel Cretton, a partir de um roteiro que ele escreveu junto com David Callaham e Andrew Lanham, e é estrelado por Simu Liu como Shang-Chi, ao lado de Awkwafina, Meng'er Zhang, Fala Chen, Florian Munteanu, Benedict Wong, Michelle Yeoh, Ben Kingsley e Tony Leung. No filme, Shang-Chi é forçado a confrontar seu passado quando seu pai, Wenwu (Leung), o líder da organização Dez Anéis, atrai Shang-Chi e sua irmã Xialing (Zhang) em uma busca por uma vila mística.
Um filme baseado em Shang-Chi está em desenvolvimento desde 2001, mas o projeto não iria avançar até 2018 com a contratação do roteirista David Callaham. O diretor Destin Daniel Cretton se juntou a produção em março de 2019, com o projeto acelerado para ser o primeiro filme da Marvel com um protagonista asiático. O título do filme e o elenco principal foram anunciados em julho, revelando a conexão do filme com a organização Dez Anéis, que apareceu anteriormente em todo o UCM, e seu líder Wenwu. Shang-Chi and the Legend of the Ten Rings é o primeiro filme do Marvel Studios com um diretor asiático e um elenco predominantemente asiático. As filmagens começaram em fevereiro de 2020, mas foram suspensas em março devido à pandemia COVID-19. A produção foi retomada em agosto antes de terminar em outubro, com filmagens adicionais ocorrendo em San Francisco.
Shang-Chi and the Legend of the Ten Rings estreou em Los Angeles em 16 de agosto de 2021 e foi lançado nos Estados Unidos em 03 de setembro de 2021, como parte da Fase Quatro do UCM. Arrecadou mais de 432 milhões de dólares em todo o mundo, tornando-se o quinto filme de maior bilheteria de 2021. O filme recebeu avaliações positivas da crítica, que elogiou a coreografia das sequências de ação, a exploração e representação da cultura asiática e as atuações do elenco, principalmente de Liu e Leung.

## Enredo
Há milhares de anos Xu Wenwu descobriu os dez anéis, braceletes místicos que dão imortalidade e poderes divinos a seu usuário. Ele então usou-os para batizar seu exército e eventualmente organização pessoal, os Dez Anéis, que ao longo da história conquistaram terras e manipularam governos. Em 1996, Wenwu foi atrás da mitológica Ta Lo para buscar formas de expandir seu poder, para na entrada do lugar ser confrontado pela guardiã da vila Ying Li. Os dois se apaixonam, e quando a vila rejeita Wenwu, ambos voltam para a China, onde tem dois filhos, Shang-Chi e Xialing, e Wenwu larga os Dez Anéis para criar sua família. Quando Shang-Chi tinha sete anos, Ying Li foi assassinada por uma gangue inimiga de Wenwu. Ele retalia voltando a usar os anéis para matá-los, e então reassumir o controle dos Dez Anéis e ordenar que os filhos passassem por intenso treinamento de artes marciais. Sete anos depois, Shang-Chi é ordenado para matar o assassino de sua mãe, e após realizar a missão foge para San Francisco, se escondendo sob o nome "Shaun".
Nos dias atuais, Shang-Chi trabalha como valet junto com sua melhor amiga Katy, que não sabe sobre o seu passado. Um dia, no caminho para o trabalho, são atacados no ônibus pela organização Dez Anéis, incluindo Razor Fist, que tem uma lâmina retrátil no lugar de um dos punhos. Shang-Chi consegue derrotá-los, mas eles levam seu medalhão, dado de presente pela mãe. Após detalhar sua história a Katy e imaginando que os Dez Anéis tem conexão com o ataque e irão atrás do medalhão da irmã, Shang-Chi decide ir até o endereço de um cartão-postal vindo de Macau que aparenta ter sido enviado por Xialing, e apesar de seus protestos Katy o acompanha.
Em Macau, o endereço do cartão-postal é um ringue de luta clandestino, onde inclusive Shang-Chi é forçado a confrontar a própria irmã. Após a luta, um reencontro dos irmãos é interrompido pela intervenção dos Dez Anéis, com Wenwu tirando o medalhão da filha. Ele leva os filhos e Katy até uma estátua de dragão, que após receber os dois medalhões cria um mapa com o trajeto para Ta Lo. Wenwu revelou que esteve ouvindo a voz de Ying Li, dizendo que estaria atrás de um portal sombrio em sua vila natal, e irá tentar salvar a esposa mesmo que isso signifique destruir a vila. Os filhos discordam dessa atitude radical e mesmo de que a mãe estaria viva, então Wenwu os prende.
No calabouço dos Dez Anéis, Shang-Chi encontra Trevor Slattery, um ator britânico que foi preso pela organização por imitar Wenwu como o "Mandarim", e seu companheiro hundun Morris, que diz saber o caminho para Ta Lo. O grupo de Shang-Chi escapa do complexo dos Dez Anéis no carro de Razorfist, e sob orientação de Morris e Slattery passam pelo labirinto vivo do lado de fora de Ta Lo. Dentro da vila, cheia de animais da mitologia chinesa, são acolhidos pela irmã de Ying Li, Ying Nan. Após avisarem que os Dez Anéis estão vindo, Ying Nan explica que a vila fica próxima do local onde selado um demônio devorador de almas, o Habitante das Trevas, que perdeu uma batalha contra o dragão "Grande Protetor" de Ta Lo, e ele possivelmente está influenciando Wenwu com o propósito de ser libertado. Os habitantes da vila se preparam para a chegada dos invasores, com Shang-Chi e Xialing passando por treinamento de luta enquanto Katy é mandada para aprender arco e flecha.
Após a chegada dos Dez Anéis, Wenwu joga o filho no lago de Ta Lo e parte para o portão de onde ouve a voz da esposa. Seus golpes soltam os lacaios do Habitante, que atacam os humanos e assim forçam os Dez Anéis e Ta Lo a juntarem forças. Shang-Chi é revivido pelo Grande Protetor e parte para o portão para confrontar o pai, para logo em seguida o Habitante das Trevas conseguir quebrar a barreira. Percebendo seu erro, Wenwu salva Shang-Chi de um ataque do Habitante e entrega os aneis ao filho logo antes de ser pego e morto pelo Habitante. Shang-Chi, o Grande Protetor, Xialing e Katy juntam forças para matar o Habitante das Trevas. Depois da batalha, Shang-Chi e Katy voltam a San Francisco, onde são convocados pelo feiticeiro Wong para segui-lo até o Sanctum Sanctorum.
Em uma cena no meio dos créditos, Wong apresenta Shang-Chi e Katy a Bruce Banner e Carol Danvers. Eles descobrem que os dez anéis estão emitindo um sinal misterioso. Em uma cena pós-crédito, Xialing se torna a nova líder dos Dez Anéis depois de dizer a Shang-Chi que ela iria acabar com a organização.

## Elenco

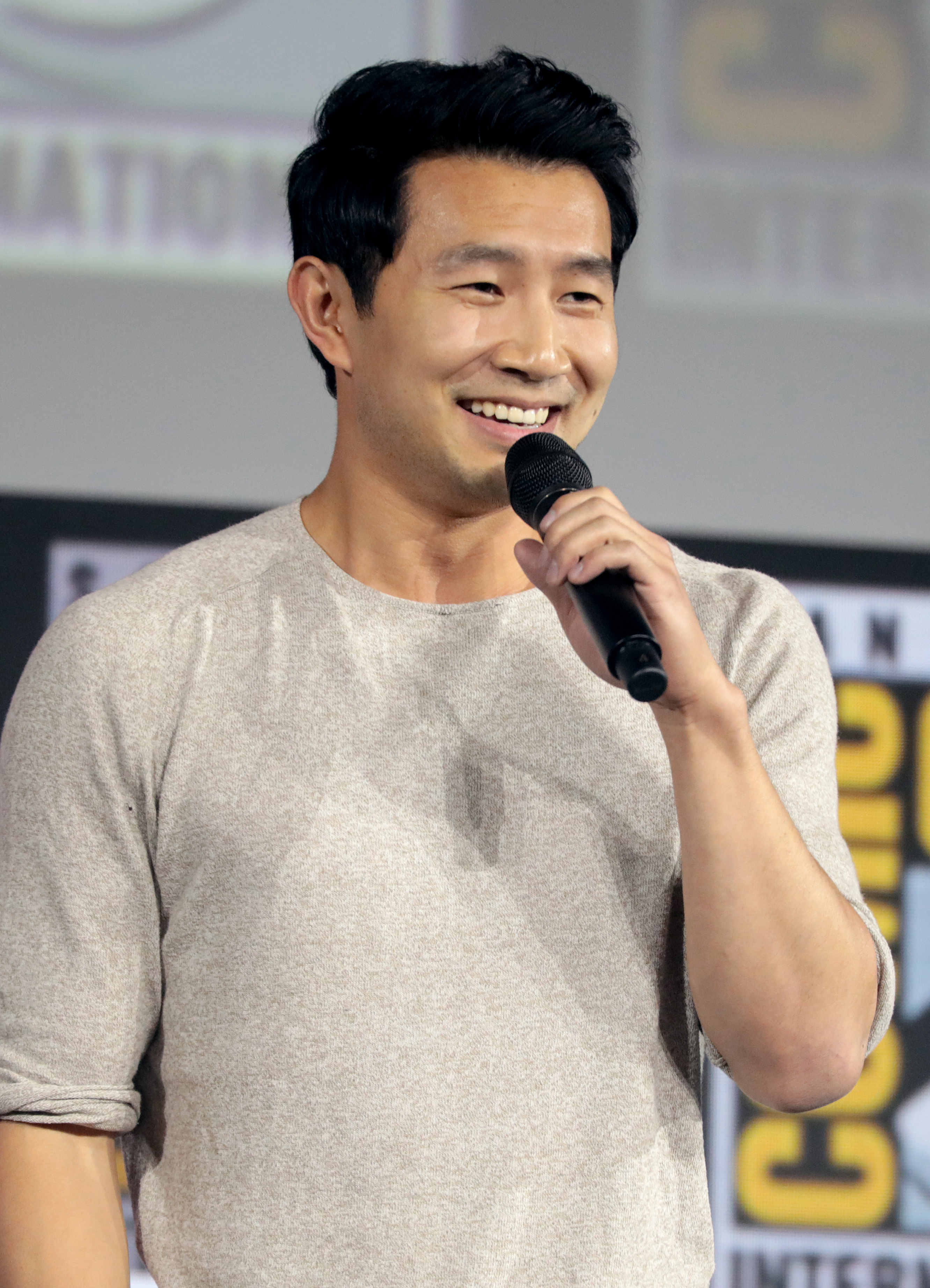
O ator Simu Liu falando sobre o filme na San Diego Comic-Con International 2019.

- Simu Liu como Xu Shang-Chi / Shaun:
Um habilidoso artista marcial que foi treinado para ser um assassino desde jovem por seu pai, Wenwu. Shang-Chi deixou a organização Dez Anéis por uma vida normal em São Francisco[7][8] e mudou seu nome para "Shaun".[9][10] O diretor Destin Daniel Cretton caracterizou Shang-Chi como um peixe fora d'água nos EUA que tenta esconder isso com seu carisma[8] e não sabe "quem ele realmente é".[11] Cretton também comparou Shang-Chi ao personagem Will de Good Will Hunting (1997), que é uma "mistura de masculinidade e vulnerabilidade", observando que ambos os personagens tinham segredos e superpoderes que eles não entendem.[12] Cretton descreveu o filme como uma jornada para Shang-Chi descobrir seu lugar no mundo[13] e Liu acrescentou que as lutas de identidade de Shang-Chi são o núcleo do personagem, ao invés de suas habilidades nas artes marciais.[14] Liu realizou muitas de suas cenas de ação sem dublê, já que o personagem não usa máscara,[8] e ganhou 10 libras (4,5 kg) de músculos para o papel enquanto trabalhou sua flexibilidade.[14] Liu tinha conhecimento em taekwondo, ginástica e Wing Chun,[15] e aprendeu e treinou tai chi,[16] wushu, Muay Thai, silat, Krav Maga, jiu-jitsu, boxe e luta de rua.[17] Jayden Tianyi Zhang e Arnold Sun interpretaram Shang-Chi como uma criança e como um adolescente, respectivamente.[18]

- Awkwafina como Katy:
Uma manobrista de hotel e amiga íntima de Shang-Chi que não conhece seu passado.[8][19] Awkwafina descreveu sua personagem como identificável,[20] e com "um verdadeiro coração" e dedicação a Shang-Chi,[8] dizendo "ela é lançada em um mundo onde ela realmente não sabe o que fazer. Ao mesmo tempo, ela está descobrindo coisas sobre si mesma".[21] Katy tem dificuldade de "se comprometer com um caminho" em sua vida, algo que Awkwafina sentiu ser "um enigma pelo qual muitos asiático-americanos estão passando", levando em consideração suas próprias expectativas, as de seus pais e a da sociedade.[10]
- Meng'er Zhang como Xu Xialing:
Irmã distante de Shang-Chi e filha de Wenwu.[22] Xialing é o primeiro papel de Zhang no cinema,[18] e uma amálgama de vários personagens dos quadrinhos, particularmente inspirados por Zheng Bao Yu.[23] Zhang disse que Xialing era vulnerável por trás de seu exterior de durona,[24] e pediu que uma mecha vermelha que estava originalmente no cabelo da personagem fosse removida depois de descobrir a associação do estilo com o estereótipo de "garota asiática rebelde";[24] a sequência foi removida das filmagens existentes na pós-produção com efeitos visuais.[25] Para o papel, Zhang treinou MMA, tai chi e dardo e corda.[26] Elodie Fong e Harmonie He interpretaram Xialing como uma criança e como uma adolescente, respectivamente.[18][27]

- Fala Chen como Ying Li: Esposa de Wenwu e mãe de Shang-Chi e Xialing, que foi guardiã de Ta Lo.[28][29] Chen estudou tai chi para o papel.[28]
- Florian Munteanu como Razorfist: Um membro dos Dez Anéis que tem uma lâmina de machete na mão direita.[18]
- Benedict Wong como Wong: Um Mestre das Artes Místicas, que participa de um torneio de luta em uma jaula.[30]
- Michelle Yeoh como Ying Nan: Uma guardiã de Ta Lo e tia de Shang-Chi e Xialing.[18][31] Yeoh anteriormente interpretou Aleta Ogord no filme Guardians of the Galaxy Vol. 2 (2017).[32]
- Ben Kingsley como Trevor Slattery:
Um ator que anteriormente assumiu o papel do Mandarim e foi sequestrado pelos Dez Anéis, tornando-se um "bobo da corte" ou tolo shakespeariano de Wenwu.[33][34] Ele tem um relacionamento próximo com Morris, um hundun místico, que viaja para Ta Lo com Shang-Chi.[33] Cretton sentiu que era "essencial ouvir [Slattery] admitir o quão ridícula era toda aquela situação [de personificação do mandarim]", como visto em Iron Man 3 (2013) e no curta da Marvel, All Hail the King (2014),[35] sentindo que fazer Slattery se desculpar por se passar por Wenwu era a maneira perfeita de se desculpar pelos estereótipos raciais em torno do Mandarim.[36] Kingsley gostou de revisitar e desenvolver o personagem,[34] com Cretton dizendo que Kingsley foi capaz de retratar "um Trevor que realmente se beneficiou por estar na prisão e se tornou uma versão limpa e sóbria de si mesmo".[36]
- Tony Leung como Xu Wenwu / O Mandarim:
Pai de Shang-Chi e líder da organização Dez Anéis.[18] Wenwu é um personagem original do Universo Cinematográfico Marvel, que substitui o pai de Shang-Chi nos quadrinhos, Fu Manchu, um "personagem problemático" associado a estereótipos racistas aos quais o Marvel Studios não detém os direitos cinematográficos.[7][8] No filme, Wenwu assumiu muitos nomes diferentes, incluindo "O Mandarim", que o produtor Jonathan Schwartz observou que vem com as expectativas do público devido ao histórico desse nome nos quadrinhos. Ele disse que Wenwu era um personagem mais complexo e em camadas do que a versão dos quadrinhos,[8] com Cretton adicionando que haviam aspectos problemáticos no retrato do Mandarim nos quadrinhos que ele queria mudar. Ele sentiu que Leung evitou os estereótipos asiáticos e uma representação unidimensional ao trazer humanidade e amor para o papel,[8][13][37] descrevendo Wenwu como "um humano plenamente realizado que pode não tomar decisões com as quais você concorda", mas com razões relacionáveis para essas decisões.[13] Leung não queria abordar o personagem como um vilão, em vez disso, esperava explorar as razões por trás de ele ser "um homem com história, que anseia ser amado", descrevendo-o como "um sociopata, um narcisista [e] um intolerante".[38]

Também aparecem no filme Ronny Chieng como Jon Jon, o braço direito de Xialing e locutor em seu clube de luta; Yuen Wah como Guang Bo, um dos líderes de Ta Lo; Jodi Long como Sra. Chen, mãe de Katy; Dallas Liu como Ruihua, irmão de Katy; Paul He como Chanceler Hui; Tsai Chin como avó de Katy; Andy Le como Death Dealer, um dos assassinos de Wenwu; Stephanie Hsu e Kunal Dudhekar como Soo e John, amigos casados de Shang-Chi e Katy; Zach Cherry como Klev, um passageiro de ônibus que transmite ao vivo uma das lutas de Shang-Chi (depois de interpretar um vendedor de rua em Spider-Man: Homecoming (2017)); e Dee Baker como a voz de Morris, um hundun que faz amizade com Slattery. Jade Xu reprisa seu papel como uma Viúva Negra chamada Helen, de Black Widow (2021), enquanto Tim Roth fornece sua voz não creditada para o personagem Emil Blonsky / Abominável, de The Incredible Hulk (2008). Mark Ruffalo e Brie Larson fazem uma aparição não creditada na cena no meio dos créditos como Bruce Banner e Carol Danvers, respectivamente, reprisando seus papéis do UCM.

## Produção

### Desenvolvimento
De acordo com Margaret Loesch, ex-presidente e CEO da Marvel Productions, Stan Lee discutiu um potencial filme de Shang-Chi ou uma série de televisão com o ator Brandon Lee e sua mãe, Linda Lee, nos anos 80, com a intenção de ter Brandon como personagem-título. O pai de Brandon, a lenda das artes marciais, Bruce Lee, foi a inspiração visual do artista, Paul Gulacy, ao desenhar Shang-Chi em seus anos de posse na série de quadrinhos Master of Kung Fu, na década de 1970. Em 2001, Stephen Norrington, anunciou que tinha intenção de dirigir um filme do personagem, intitulado The Hands of Shang-Chi. Em 2003, o filme estava em desenvolvimento pela DreamWorks Pictures, com Yuen Woo-Ping substituindo Norrington como diretor e Bruce C. McKenna contratado para escrever o roteiro. Ang Lee ingressou no projeto como produtor em 2004, mas o projeto acabou não indo para frente e, após isso, os direitos do personagem voltaram para a Marvel. Em setembro de 2005, o presidente e CEO da Marvel, Avi Arad, anunciou Shang-Chi como uma das dez propriedades que estavam sendo desenvolvidas como filme pelo recém-formado estúdio, Marvel Studios, depois que a recém-adquirida empresa recebeu financiamento para produzir a lista de dez filmes que seriam lançados e distribuídos pela Paramount Pictures. Shang-Chi foi colocado em uma lista de personagens que a Marvel pensou que poderiam fazer ótimos filmes, apesar de serem relativamente desconhecidos, já que ele tinha uma "história muito Disney" nos quadrinhos.
Os Dez Anéis foram apresentados em Iron Man (2008), o primeiro filme do Universo Cinematográfico da Marvel (UCM), sem o seu líder, o Mandarim. O Marvel Studios então planejou apresentar o Mandarim em um filme que pudesse fazer "justiça suprema" ao personagem e mostrar sua complexidade, o que o presidente do Marvel Studios, Kevin Feige, sentiu que não poderia fazer nos filmes do Iron Man porque eles focavam em Tony Stark / Homem de Ferro. De acordo com Chris Fenton, ex-presidente da produtora de filmes chinesa DMG Entertainment, que estava em negociações com a Marvel Studios para co-produzir seus filmes, a Marvel se ofereceu para criar um teaser com Shang-Chi ou Mandarin para o mercado chinês que seria apresentado no final de The Avengers (2012). A DMG recusou a oferta, uma vez que o retrato estereotipado negativo do Mandarim nos quadrinhos poderia potencialmente impedir o lançamento do filme na China e o risco de fechar a DMG como empresa. O Mandarim acabaria aparecendo no filme, co-produzido pela DMG, Iron Man 3 (2013) retratado por Ben Kingsley, mas ele se revelou como o impostor Trevor Slattery posando como o Mandarim. Feige sentiu que esse Mandarim falso não significava necessariamente que uma versão mais fiel do personagem não existisse no UCM.

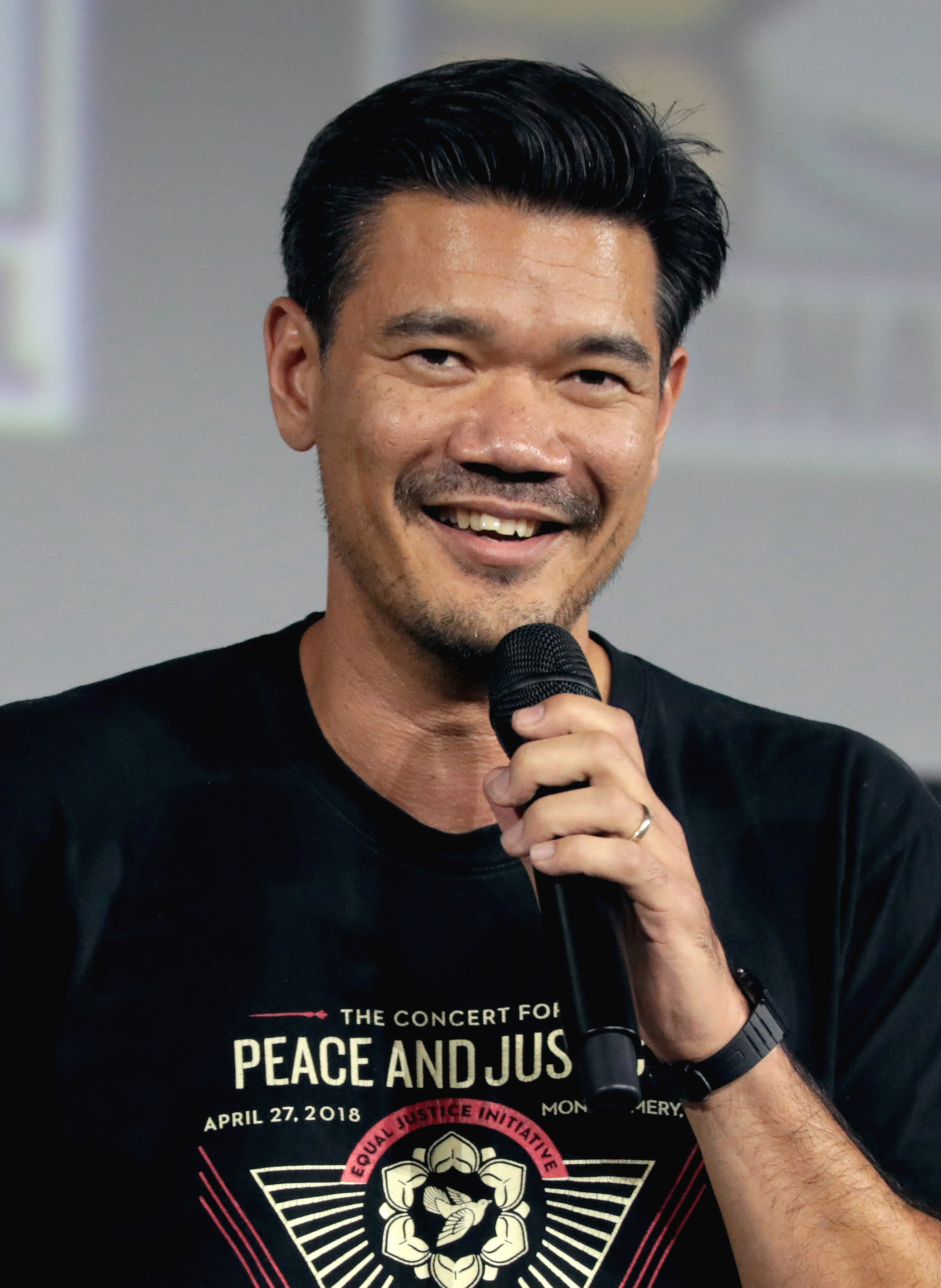
Destin Daniel Cretton promovendo o filme na San Diego Comic-Con de 2019.

Em dezembro de 2018, a Marvel acelerou o desenvolvimento de um filme de Shang-Chi com a intenção de torná-lo seu primeiro filme com liderança asiática. A Marvel contratou o escritor chinês-americano, David Callaham, para escrever o roteiro e começou a ficar de olho em cineastas asiáticos e asiático-americanos para potencialmente dirigir o filme. O objetivo do estúdio era explorar "temas asiáticos e asiático-americanos, criados por cineastas asiáticos e asiático-americanos", igual haviam feito com a cultura africana e afro-americana com Black Panther no início de 2018. O desenvolvimento do filme também veio após o sucesso do filme Crazy Rich Asians, também lançado no início de 2018, o que levou a várias outras propriedades asiáticas a serem desenvolvidas pelos estúdios de Hollywood. O roteiro de Callaham deveria modernizar elementos da história em quadrinhos do personagem, que foi escrita pela primeira vez na década de 1970, para evitar o que o público moderno considerasse como estereótipos negativos. Quando Callaham começou a trabalhar no roteiro, ficou emocionado ao perceber que foi o primeiro projeto em que foi convidado a escrever "de minha própria experiência, de minha própria perspectiva". Richard Newby, do The Hollywood Reporter, disse que o filme poderia "estourar de maneira semelhante à Black Panther", trazendo uma nova perspectiva ao personagem. Newby achava que Shang-Chi poderia ter funcionado bem como uma série de televisão da Marvel, e disse que isso "fala muito" sobre os planos da Marvel de fazer um longa-metragem sobre o personagem. Newby concluiu que o filme é uma oportunidade para evitar estereótipos sobre artistas marciais asiáticos e ser "mais que um Bruce Lee da Marvel".
A Marvel contratou o cineasta nipo-americano Destin Daniel Cretton para dirigir o filme em março de 2019. Deborah Chow—que dirigiu episódios das séries Iron Fist e Jessica Jones—Justin Tipping, e Alan Yang também foram considerados. Cretton admitiu que antes não estava interessado em dirigir um filme de super-heróis, mas foi atraído pelo projeto para ajudar a criar um mundo e um personagem que as crianças asiáticas pudessem admirar e ver a si mesmas. A proposta de Cretton para o filme incluiu inspiração visual do cinema chinês, sul-coreano, japonês e outras produções de cinema asiático, incluindo anime, para destacar um tom que mostrava "o drama e a dor da vida, mas também mostrava o humor da vida". Em abril, o Marvel Studios e o ministro das Artes da Austrália, Mitch Fifield, anunciaram que um próximo filme da Marvel, que se acredita ser Shang-Chi, seria filmado no Fox Studios Australia em Sydney e em todo o estado de Nova Gales do Sul. A produção recebeu AU $ 24 milhões (US $ 17 milhões) em financiamento único do governo australiano, bem como apoio do fundo estadual de AU $ 10 milhões (US $ 7 milhões) "Made in NSW". Esperava-se que a produção gerasse AU $ 150 milhões (US $ 107 milhões) para a economia australiana, além de 4700 novos empregos, além de aproveitar cerca de 1200 empresas locais. Don Harwin, Ministro das Artes de Nova Gales do Sul, confirmou em julho que o filme seria Shang-Chi e revelou que seria produzido juntamente com Thor: Love and Thunder (2022); a produção de Shang-Chi estava programada para ser concluída antes do início do trabalho de Love and Thunder no final de 2020.

### Pré-produção
Em meados de julho de 2019, a Marvel começou a testar atores na casa dos 20 anos para o papel de Shang-Chi, incluindo Lewis Tan e Simu Liu; Tan já havia interpretado Zhou Cheng em Iron Fist. O estúdio foi inflexível para que os atores fossem de ascendência chinesa para fazer o teste para o personagem. Liu foi considerado no início do processo de audição e foi trazido de volta para uma segunda audição quando os criativos estavam encontrando dificuldades para escalar o papel. Ele fez o teste novamente para o papel em 14 de julho e foi oficialmente escalado em 16 de julho. Awkwafina, que foi a primeira atriz escalada para o filme, fez testes de química com os possíveis atores e disse "que era evidente que [Liu] era o Shang-Chi desde o início". A escalação de Liu e Awkwafina foi anunciada pelo diretor Cretton e pelo produtor Kevin Feige no painel da Marvel Studios na San Diego Comic-Con International 2019, em 20 de julho, onde o título completo do filme foi anunciado como Shang-Chi and the Legend of the Ten Rings. Feige observou o papel da organização Dez Anéis em todo o UCM e disse que o Mandarim seria apresentado neste filme com Tony Leung no papel.
O logo dos Dez Anéis no filme foi alterado da língua mongol para caracteres chineses escritos em escrita de selo antigo, que são inofensivos e sinônimos de força ou poder. Isso foi feito após o aparecimento do logo em Iron Man 3, que atraiu a ira do governo mongol, sentindo que os scripts mongóis "ofensivamente vinculavam o patrimônio cultural imaterial do país a um grupo terrorista", embora Oyungerel Tsedevdamba, ex-ministro da cultura, esportes e turismo, acreditava que a mudança era mais para apaziguar o mercado chinês. Kingsley reprisa seu papel como Slattery em Shang-Chi and the Legend of the Ten Rings, com a inclusão do personagem planejada desde o início, a fim de ajudar a explorar totalmente o "contexto de quem é o Mandarim no UCM". O produtor Jonathan Schwartz chamou Slattery de uma "arma secreta", cuja introdução no meio do filme o move em uma direção diferente e fornece um alívio cômico. Cretton disse em outubro que a produção começaria no início de 2020. Em dezembro, Feige disse que o filme contaria com um elenco predominantemente asiático. Um mês depois, Michelle Yeoh iniciou negociações para um papel no filme. Dessa vez foi para uma personagem diferente de Aleta Ogord que Yeoh retratou em Guardians of the Galaxy Vol. 2 (2017). Jessica Henwick, que interpretou Colleen Wing em Iron Fist, recebeu uma oferta da Disney de uma audição para o papel de Xialing no filme, mas também recebeu da Warner Bros. o papel de Bugs em The Matrix Resurrections (2021); depois que a Disney e a Warner lhe deram um ultimato sobre qual papel escolher com a condição de rejeitar o outro, Henwick escolheu o papel em Matrix em vez de Shang-Chi, já que ela tinha esperança de reprisar o papel de Wing em uma futura produção do UCM.
Além de Callaham, Cretton e Andrew Lanham também contribuíram para o roteiro de Shang-Chi and the Legend of the Ten Rings. O filme foi descrito como "um épico arrebatador de super-heróis", com "drama familiar emocional" e "artes marciais que desafiam a gravidade". Schwartz disse que muito do arco de Shang-Chi dentro da Marvel Comics é um drama familiar, e Cretton queria se concentrar nesse elemento para o filme, explorando o passado familiar quebrado e abusivo de Shang-Chi. Liu observou que a história de Shang-Chi dos quadrinhos não é amplamente conhecida como a de personagens como Batman ou Homem-Aranha, e isso deu aos roteiristas do filme liberdade para ter mais liberdade criativa com a história. Cretton e Callaham estavam cientes de alguns dos estereótipos raciais em torno do personagem nos quadrinhos, com Liu dizendo que todos os envolvidos eram "muito sensíveis para não permitir que ele caísse em território estereotipado". Cretton acreditava que o roteiro resultante era uma "atualização realmente bonita" para o personagem do que começou nos quadrinhos.
Cretton sentiu que o filme contava uma história autêntica sobre a identidade asiática. Callaham acrescentou que "não há uma única voz asiático-americana", e ele e Cretton pensaram em como o filme poderia falar "à diáspora asiática em geral" e seria "emocionante e divertido, mas também pessoal para todas essas pessoas". Os membros do elenco Liu, Leung e Meng'er Zhang contribuíram com suas próprias experiências vindas do Canadá, Hong Kong e China continental, respectivamente, para aumentar a autenticidade do filme. Alguns aspectos que foram discutidos em cada cena foram se os personagens deveriam estar falando em mandarim chinês ou inglês e o tipo de comida servida nas diferentes famílias para garantir que parecesse autêntico para a casa de quem pertencia. A abertura do filme começa com narração inteiramente em mandarim, que Nancy Wang Yuen, escrevendo para o io9, disse que foi uma decisão impressionante para um filme do UCM "começar em um idioma diferente do inglês e continuar por um longo período". Sobre o uso do Mandarim no filme, Cretton disse que a escolha de qual idioma usar quando foi “sempre enraizada apenas na lógica dos personagens e quem estaria naturalmente falando qual idioma”. Zhang, cuja primeira língua é o mandarim, serviu como professora de dialeto para os outros atores. Shang-Chi and the Legend of the Ten Rings também lida com a língua asiática e algumas caracterizações negativas em torno dela, retratando seus personagens tendo conhecimento variado de línguas asiáticas, como demonstrado por uma troca com Katy e Jon Jon quando Jon Jon diz que fala "ABC" (American-born Chinese), e Shang-Chi ensinando Katy a pronunciar seu nome, o que serve como um momento meta para ajudar o público com a pronúncia correta de "Shang-Chi".
Ter Shang-Chi cercado por "muitas mulheres fortes" se formou a partir da relação entre Shang-Chi e Wenwu, com eles sendo personagens coadjuvantes para ele enquanto também estavam em seus próprios arcos narrativos. Cretton afirmou que ter "mulheres que estão dando um chute no traseiro dele durante o filme parecia certo". As três irmãs de Cretton e sua esposa ajudaram a inspirar Katy, Xialing, Ying Nan e Ying Li. Falando sobre a relação entre Shang-Chi e Katy, Cretton gostou de ser capaz de mostrar uma amizade forte e "profundamente carinhosa" que raramente é vista em filmes de super-heróis, acrescentando que nunca pareceu certo ter os dois personagens tendo um relacionamento romântico já que teria sido forçado. Yeoh solicitou que uma cena fosse adicionada entre sua personagem Ying Nan e Xialing de Zhang que capacitaria Xialing a "sair das sombras pela primeira vez"; essa cena se tornou uma parte importante da jornada de Xialing no filme e foi uma das muitas cenas que também abordaram o sexismo apresentado na história. Cretton sentiu que ver Xialing se tornar a nova chefe da organização dos Dez Anéis na cena pós-créditos do filme foi um reflexo de como ela começou a assumir o controle de sua vida. Várias versões da cena existiam ao longo da produção antes de ser movida para depois dos créditos, já que eles pensaram que era "uma ideia boa para onde a história poderia ir no futuro". Cretton também observou que havia mais material criado em relação aos dez anéis que foi propositalmente retido para ser explorado em projetos futuros.

### Filmagens
As filmagens começaram em fevereiro de 2020, filmando no Fox Studios Australia em Sydney e em todo o estado de Nova Gales do Sul, sob o título provisório de Steamboat. William Pope atua como diretor de fotografia do filme, filmando com uma Arri Alexa LF. Cretton escolheu Pope, porque achava que seu estilo poderia ser tanto naturalista quanto elevado, e por causa do trabalho de Pope em Matrix (1999), que Cretton acreditava ter o tom certo para um filme do UCM focado em personagens asiáticos e asiático-americanos. Cretton foi inspirado pela filmografia de Jackie Chan, pela franquia Yip Man, Tai Chi Master e Kung Fu Hustle, entre outras artes marciais e gêneros de kung-fu, bem como anime e videogames.
Em 12 de março, depois que os estúdios começaram a interromper a produção de filmes devido à pandemia de coronavírus de 2019-2020, Cretton decidiu fazer o teste de coronavírus depois de trabalhar junto de pessoas que foram potencialmente expostas ao vírus. Essa foi uma precaução devido ao fato de Cretton ter um bebê recém-nascido, e ele se auto-isolou enquanto esperava esses resultados; o teste depois deu negativo. Enquanto Cretton se auto-isolou, a Marvel suspendeu temporariamente a produção da primeira unidade do filme, mas pretendia que a segunda unidade e outros aspectos da produção continuassem normalmente. Em 13 de março, o restante da produção do filme foi parada quando a Disney interrompeu as filmagens da maioria de seus projetos. Antes da parada, Ronny Chieng se juntou ao elenco em um papel não revelado. No início de abril, a Disney transferiu grande parte de sua lista de filmes da Fase Quatro devido à pandemia, movendo a data de lançamento de Shang-Chi para 7 de maio de 2021.
As obras de montagem dos sets do filme foram retomadas no final de julho de 2020 e, em 2 de agosto, todo o elenco e equipe de filmagem chegou para começar a filmar "nos próximos dias". Todos os membros do elenco e da equipe que retornaram ao país para retomar as filmagens ficaram em quarentena por duas semanas após a chegada, de acordo com as diretrizes da Austrália. Mais tarde, em agosto, Michelle Yeoh foi confirmada para aparecer no filme. No mês seguinte, a data de lançamento do filme foi adiada para 09 de julho de 2021, depois que Black Widow foi alterado para maio de 2021. Em outubro, as filmagens foram transferidas para São Francisco, sob o título provisório de "Steamboat". Os locais de filmagem incluíram os bairros Russian Hill, Noe Valley e Nob Hill, bem como Fisherman's Wharf e Ghirardelli Square. As filmagens terminaram em 24 de outubro de 2020.
Para a ação do filme, Cretton se inspirou nos mais diversos estilos de luta devido ao personagem ser treinado em diferentes tipos de artes marciais. Isso inclui o "estilo wushu elegante, quase etéreo" de Crouching Tiger, Hidden Dragon (2000) e as lutas "cinéticas" dos filmes de Jackie Chan, com o coordenador supervisor de dublês, Brad Allan, encarregado de fazer os diferentes estilos parecerem consistentes. Coreógrafos chineses foram usados para criar cenas de luta no estilo wuxia. Schwartz disse que há um significado para cada estilo de luta no filme e eles ajudaram a contar a história visualmente. A sequência da luta no ônibus foi parte da proposta de Cretton para o filme, chamando-a de um "cenário hipotético" para ajudar a explicar as sequências de luta que ele gostava, "aquelas em que as apostas continuam aumentando à medida que a luta continua". Uma vez que foi planejado para o filme, Cretton creditou a Allan por trazer a "comédia física parecida com Buster Keaton [para a luta], misturada com configurações e recompensas, e apostas subindo e subindo a níveis quase ridículos". O coordenador da luta, Andy Cheng, acrescentou que a luta no ônibus levou mais de um ano para ser planejada, passando por até 20 iterações diferentes, com a maioria das diferenças relacionadas à luta dentro do ônibus. A sequência foi parcialmente concluída quando a produção foi encerrada pela COVID, exigindo que os envolvidos retornassem assim que a produção fosse retomada para concluí-la. Dois ônibus foram utilizados, em um gimbal de 15 pés (4,6 m) de altura para "todos os grandes movimentos" e outro gimbal de 3,3 pés (1,0 m) de altura, com as viúvas e as cadeiras removidas na maioria das vezes por segurança. Cheng acrescentou que descobrir como o ônibus seria dividido ao meio e coreografar uma luta em torno dele foi a parte mais difícil. Embora as cenas externas da sequência tenham sido filmadas em São Francisco, as cenas internas do ônibus foram filmadas em Sydney. A sequência foi filmada em 48 fps para ajudar no rastreamento ou ajustes, e convertida de volta para 24 fps, enquanto as tomadas em câmera lenta foram filmadas a 250 fps usando uma câmera fantasma. O ataque Kamehameha do anime Dragon Ball Z foi uma inspiração para a luta final entre Shang-Chi e Wenwu, que Cretton também incluiu em sua proposta.

### Pós-produção
Shang-Chi and the Legend of the Ten Rings é dedicado ao supervisor coordenador de dublês do filme, Brad Allan, que morreu em agosto de 2021. Nat Sanders e Elísabet Ronaldsdóttir são os editores do filme, ao lado de Harry Yoon. Em dezembro de 2020, a Marvel revelou que Awkwafina interpreta Katy, amiga de Shang-Chi, e que Yeoh foi escalada como Jian Nan e Chieng como Jon Jon. Além disso, eles anunciaram Fala Chen como Ying Li, Meng’er Zhang como Xialing e Florian Munteanu como Razorfist; Munteanu foi escalado depois que a Marvel Studios ficou impressionada com seu papel em Creed II (2018). Em março de 2021, a data de lançamento do filme foi adiada mais uma vez para 3 de setembro de 2021, quando Black Widow foi alterada para a data de julho de 2021, e Dallas Liu foi revelado para aparecer.
O trailer oficial do filme, em junho de 2021, revelou que Benedict Wong iria reprisar seu papel como Wong, junto com a aparição do Abominável; o Abominável apareceu pela primeira vez em The Incredible Hulk (2008), interpretado por Tim Roth, com Roth fornecendo sua voz não creditada para o personagem em Shang-Chi and the Legend of the Ten Rings. Feige gostou do retorno do Abominável depois de mais de uma década desde sua última aparição no UCM, especialmente com os fãs reconhecendo e abraçando a referência. Cretton acrescentou que, além de ser uma dupla que "parecia muito boa", o Abominável e Wong foram escolhidos porque "faziam sentido para o que estava acontecendo no UCM na época do nosso filme" e vincularam isso a futuros projetos do UCM. Wong ficou emocionado por fazer parte do filme e de seu elenco asiático, expressando entusiasmo por estar "sentado em uma mesa de excelência asiática".
A cena no meio dos créditos do filme, que apresenta Mark Ruffalo como Bruce Banner e Brie Larson como Carol Danvers, foi concebida no final da produção por Cretton para abordar a origem dos dez anéis. Callaham observou que havia muitas origens diferentes criadas no filme para os dez anéis, antes de ser decidido deixar as origens ambíguas para serem abordadas com mais detalhes em uma futura produção do UCM. Callaham disse que essa foi uma escolha intencional depois que perceberam "que não faz nenhuma diferença de onde vem [neste filme]. Essa não é a história que estamos contando". Cretton esperava que a cena apresentasse Wong, assim como ele indo ao karaokê com Shang-Chi e Katy para cantar "Hotel California", mas não tinha certeza de quais personagens adicionais dos Vingadores apareceriam até o final da pós-produção. Banner e Danvers foram escolhidos para a cena, pois cada um representa os aspectos científicos e espaciais do UCM, respectivamente, com suas aparições também alinhadas com precisão com outros eventos no UCM acontecendo na época da cena. Além disso, Callaham acreditava que Larson foi adicionado porque ela já havia trabalhado com Cretton em Short Term 12 (2013), The Glass Castle (2017) e Just Mercy (2019). Embora Cretton reiterasse que a aparição de Danvers fazia sentido para a cena, ele brincou que reconheceu que isso continuou a tendência dela aparecer em seus filmes e disse que gosta de incluir "pessoas que amo nos filmes que estou fazendo". Ruffalo e Larson filmaram suas cenas no início de 2021 durante as filmagens adicionais do filme. Feige disse que a cena foi feita para indicar "o quão vital e importante" Shang-Chi era para o UCM, comparando-a à aparição de Nick Fury na cena pós-crédito de Iron Man.

### Efeitos visuais

A tomada original (acima) e o resultado final (abaixo) da sequência de luta no ônibus.

16 fornecedores de efeitos visuais trabalharam no filme, com até três fornecedores em uma determinada tomada, criando mais de 2.000 tomadas, das quais mais de 1.700 estavam no corte final. O supervisor de efeitos visuais Joe Farrell descreveu o processo como "mover peças de xadrez". De 40 a 50 das 168 tomadas na sequência de luta de ônibus foram em sua maioria digitais, com todo o ambiente exigindo peças digitais, incluindo o ônibus, prédios e pessoas. Farrell afirmou que o movimento da sequência dificultou a edição, principalmente no que diz respeito aos nove passageiros. Eles foram mapeados para saber onde estavam o tempo todo e, às vezes, foram movidos digitalmente. Farrell, que teve que permanecer em Sydney devido à pandemia de COVID, planejou a filmagem em São Francisco usando o Google Street View e contratou membros da equipe que haviam trabalhado na franquia The Fast and the Furious para filmar a sequência. Como a sequência da luta em Macau se passa em um andaime fora de um prédio de vidro, as equipes construíram uma tela azul de 360 graus ao redor do set para evitar que o reflexo da equipe apareça no filme, com a Rodeo FX fazendo o trabalho de rotoscopia necessário para o sequência. Grande parte do centro de Macau foi criado digitalmente, com Farrell supervisionando remotamente a sequência de Sydney após ter equipes de drones mapeando a área no Google Earth. A Rising Sun Pictures contribuiu para mais de 300 tomadas de efeitos visuais no filme e foi a principal responsável pela criação do ambiente digital para Ta Lo. Artistas da empresa criaram a geografia da floresta, e se inspiraram em locais do Sudeste Asiático e também integraram alguns elementos práticos do material filmado em Sydney, que depois foi ajustado para iluminação adequada na pós. Os cenários para Ta Lo foram cuidadosamente projetados para permitir a combinação mais fácil entre elementos práticos e CG, como adicionar erosão a várias árvores e também adicionar mais água, espécies de árvores e outras plantas nas tomadas. A equipe também trabalhou com o Australian Institute for Machine Learning para desenvolver uma técnica avançada de substituição facial, alimentada por inteligência artificial (IA), que foi usada para substituir os rostos dos dublês pelos atores principais nas cenas de ação localizadas na região.
A cena do mapa de água passou por várias iterações para determinar como aquela informação deveria ser transmitida, com Cretton sentindo o uso da água "perfeitamente conectado à história de nossos personagens" e criando uma "cena visualmente bonita". O hundun Morris foi inspirado no cachorro da família de Cretton, um Dachshund de 15 anos. Imagens de hunduns foram incluídas durante o desenvolvimento inicial como inspiração potencial para o filme e Cretton queria apresentar um no filme de alguma forma depois de vê-los. Morris era uma "bolha" de tela verde durante as filmagens, com Cretton creditando a Kingsley por ajudar a "dar vida a ele", fazendo parecer que Morris era um personagem real. Vários designs diferentes foram testados para o personagem, incluindo um que o fazia parecer "como um frango depenado", mas os criativos queriam garantir que Morris continuasse fofo, o que foi desafiador, já que os olhos e o rosto do personagem ajudam a transmitir suas emoções. Assim como, eles confiavam na aparência de seu pelo e penas. A WetaFX contribuiu para mais de 305 tomadas VFX no filme. A equipe achou fácil criar os anéis de CG, mas teve dificuldade em projetar seu movimento, pois os movimentos do anel eram muito "específicos do personagem"; Shang-Chi usou os anéis defensivamente enquanto Wenwu os usou de maneira agressiva. Eles também criaram os designs do Grande Protetor e do Dweller-in-Darkness para o filme e ajudaram a criar as cenas de ação entre eles com a água. As criaturas foram renderizadas usando várias ferramentas, como Houdini e Mantra, e animadas usando outras ferramentas, como os bonecos Maya e Loki. Versões proxy das criaturas são criadas primeiro, e depois foi adicionada a visualização para os chacras, com cores diferentes, e as almas humanas. Em seguida, a equipe usou o renderizador em tempo real Gazebo para avaliar o modelo recém-criado, o que permite identificar quaisquer problemas potenciais desde o início. Depois disso, a equipe inseriu o cabelo dos dragões, e os artistas de textura adicionaram sombreamento aos dragões para dar a eles "propriedades materiais". Materiais reais, como quartzo, conchas, pele de lagarto e peles de elefante, foram usados como referências. Na criação da água, a equipe usou técnicas de linha de produção, pois designou indivíduos para supervisionar certas partes da simulação da água, como a superfície da água. A sequência de encerramento do filme foi projetada pela Perception e focada no movimento da água.

## Trilha sonora
A gravação da trilha sonora do filme, composta por Joel P. West, começou no Abbey Road Studios em Londres, em junho de 2021. West fez a trilha de quatro filmes anteriores de Cretton. A trilha do filme foi lançada digitalmente pela Marvel Music e Hollywood Records em 1 de setembro de 2021.
Marvel Music, Hollywood Records e Interscope Records também lançaram quatro singles separados antes do lançamento do filme: "Lazy Susan" de 21 Savage e Rich Brian, "Every Summertime" de Niki, "Run It", de DJ Snake, Rick Ross e Rich Brian, e "In the Dark" de Swae Lee. O álbum completo da trilha sonora foi lançado em 3 de setembro e também incluirá canções de JJ Lin, Saweetie, Anderson Paak e outros artistas, e foi produzido por Sean Miyashiro e 88rising.

## Marketing
Em 19 de abril de 2021, aniversário de Simu Liu, ele compartilhou o primeiro teaser pôster do filme, enquanto a Marvel lançou o primeiro teaser trailer. Adam B. Vary, da Variety, chamou de "gratificante finalmente ver Liu em ação como Shang-Chi" e observou como o teaser forneceu mais insights e novas informações para o filme, como uma atualização dos anéis usados pelo mandarim nos quadrinhos. Cole Delbyck, do HuffPost, disse que a ação "de arregalar os olhos" foi diferente de tudo visto em filmes anteriores do UCM. Escrevendo para o io9, Rob Bricken sentiu que o teaser não decepcionou com sua ação, mas o drama familiar foi o que fez o filme "parecer tão atraente". Adam Chitwood, do Collider, chamou o teaser de "muito fantástico", comparando sua história e tom com Pantera Negra, e dizendo que Shang-Chi parecia ser "uma experiência emocionante, fresca e nova do Universo Cinematográfico Marvel" com base no teaser. As reações ao pôster e ao trailer nas regiões de língua chinesa da Ásia foram mais críticas, com os comentaristas acreditando que ambos apresentavam uma visão "um tanto estereotipada" do povo e da cultura chineses.
O primeiro trailer completo do filme foi lançado em 24 de junho de 2021, durante a contagem regressiva da NBA na ESPN. Sean Keane, da CNET, gostou de ver mais Leung no trailer e chamou as sequências de luta de "superimpressionantes". Ele ficou surpreso com a inclusão do Abominável no final do trailer, e notou que o personagem parecia mais com seu design dos quadrinhos do que quando apareceu em The Incredible Hulk. Gabriella Geisinger, do Digital Spy, sentiu que o papel do Abominável no filme seria apenas uma aparição especial para montar a história do personagem na série do Disney+, She-Hulk, (2022), mas sentiu que ainda poderia ter "implicações de amplo alcance" para o UCM. Germain Lussier, do io9, Susana Polo, do Polygon, e Jennifer Ouellette, do Ars Technica, sentiram que o trailer era uma vitrine melhor para Shang-Chi do que o teaser, com Ouellette destacando a narração diferente para o trailer que expandiu os antecedentes familiares de Shang-Chi. Lussier também notou que o trailer apresentava muitos novos efeitos visuais que não estavam no teaser e sentiu que Shang-Chi logo se tornaria uma "grande estrela", apesar de não ser um personagem conhecido, semelhante ao Homem de Ferro antes de Iron Man. Polo destacou as artes marciais e a magia vistas no trailer. Um episódio da série Marvel Studios: Legends será lançado em 1º de setembro, explorando a organização Dez Anéis usando imagens de suas aparições anteriores no UCM.
Em 15 de agosto de 2021, Ron Han criou uma campanha GoFundMe para arrecadar dinheiro para crianças asiático-americanas do Pacífico (API) do Boys & Girls Club em San Gabriel Valley para ver Shang-Chi and the Legend of the Ten Rings, bem como o maior "desafio Shang-Chi" para outras pessoas criarem iniciativas semelhantes para suas comunidades; o desafio foi inspirado em um semelhante criado para Black Panther. No final do mês, a organização sem fins lucrativos API Gold House fez parceria com a GoFundMe para criar o Shang-Chi and the Legend of the Ten Rings Gold Open Community Fund para arrecadar dinheiro para exibições privadas do filme para a comunidade API e grupos sem fins lucrativos em seu fim de semana de estreia para ajudar o filme a ter sucesso nas bilheterias. A partir de 3 de setembro, Shang-Chi e Death Dealer começaram a aparecer no Avengers Campus da Disneylândia.
Os parceiros promocionais do filme incluíram as bebidas Sanzo, que lançou uma versão de edição limitada com sabor de lichia; Microsoft; BMW, que atuou como patrocinador global de carros do filme e fez com que a BMW iX3 e a BMW M8 aparecessem no filme; e patrocinadores internacionais, incluindo Visa, Virgin Plus, Gruppo TIM, Mikron Group e BGF.

## Lançamento

### Cinemas
Shang-Chi and the Legend of the Ten Rings teve sua estreia mundial no El Capitan Theatre e no TCL Chinese Theatre em Los Angeles em 16 de agosto de 2021, e foi exibido no CinemaCon em 25 de agosto. O filme começou a ser lançado nos mercados internacionais em 1º de setembro, com lançamento em 66% dos mercados ao final do primeiro fim de semana. Na Austrália, Shang-Chi and the Legend of the Ten Rings foi lançado em 2 de setembro, com lançamento planejado em Nova Gales do Sul, Vitória e Território da Capital Australiana em 16 de setembro por causa dos lockdowns estaduais relacionados ao COVID-19. Foi lançado nos Estados Unidos em 3 de setembro, em mais de 4.200 cinemas, com 400 IMAX, mais de 850 em formato grande premium, 1.500 3D e 275 em especial D-Box, 4DX e ScreenX.
Terá um lançamento exclusivo nos cinemas por 45 dias, ao invés de ser lançado simultaneamente nos cinemas e no Disney + com Premier Access como Black Widow. Em agosto de 2021, com o aumento de casos da variante Delta do COVID-19, o CEO da Disney, Bob Chapek, explicou que o filme permaneceria no cinema apenas devido à "praticidade das mudanças de última hora" e chamou a exclusividade de 45 dias de "um experimento interessante" para que a empresa saiba mais sobre como os consumidores desejam ver e consumir seus filmes; Liu questionou Chapek de chamar o filme de experimento, com Feige mais tarde afirmando que a resposta de Liu parecia ser um mal-entendido sobre a intenção de Chapek. Shang-Chi and the Legend of the Ten Rings faz parte da Fase Quatro do UCM.
O filme foi originalmente programado para ser lançado em 12 de fevereiro de 2021, o primeiro dia do ano-novo chinês, antes de ser mudado para 7 de maio, e então para 09 de julho de 2021 por causa da pandemia de COVID-19. O filme mudou mais uma vez em março de 2021 para a data de setembro de 2021, depois que Black Widow foi movido para a data de lançamento de 9 de julho. Em maio de 2021, um relatório da mídia estatal chinesa excluiu Shang-Chi and the Legend of the Ten Rings, assim como Eternals, de sua lista de filmes UCM que seriam lançados, que a Variety observou "acrescentou aos rumores" de que os filmes não seriam lançados na China. Em setembro de 2021, Deadline Hollywood relatou que um lançamento nos cinemas da China era improvável devido aos comentários que Liu fez em uma entrevista para a CBC em 2017, referindo-se a comentários negativos de seus pais sobre viver na China. Apesar disso, no início de outubro, a Disney ainda listava o lançamento do filme na China como "a ser determinado".

### Home Video
O filme foi lançado em download digital em 12 de novembro de 2021, assim como no Disney+ como parte da celebração do "Disney+ Day". O Disney+ também recebeu a versão IMAX do filme. Foi lançado em Ultra HD Blu-ray, Blu-ray e DVD em 30 de novembro. O Home video inclui áudio com comentários, cenas excluídas, erros de gravação e várias filmagens de bastidores.
Após o lançamento de Shang-Chi and the Legend of the Ten Rings no Disney+, o aplicativo de rastreamento de visualização Samba TV relatou que mais de 1,7 milhão de lares americanos assistiram ao filme em seu primeiro fim de semana disponível. O Samba TV também divulgou a visualizações para o Reino Unido (250.000), Alemanha (85.000) e Austrália (17.000), enquanto a TV Time relatou que foi o filme mais transmitido nos Estados Unidos durante o mesmo período. A Nielsen afirmou que foi o segundo filme mais transmitido com uma audiência de 1,072 bilhão de minutos em sua primeira semana. Os americanos asiáticos representaram 10% do público, a porcentagem mais alta para qualquer título no gráfico. Na segunda semana, foi o terceiro filme mais transmitido de acordo com a Nielsen, com 878 milhões de minutos assistidos, e o segundo filme mais transmitido de acordo com a TV Time, uma posição que manteve na semana seguinte. Na quarta semana caiu para a terceira posição, e na quarta na semana seguinte. Ele subiu de volta para a terceira posição na sexta semana.
O filme teve a segunda maior quantidade de transações no ITunes e Google Play e a segunda maior receita no Vudu em seu fim de semana de estreia em serviços premium de vídeo on demand, e foi o terceiro maior no iTunes e Google Play e o filme principal no Vudu na semana seguinte. Em sua terceira semana, caiu para a quinta e nona posição no Google Play e Vudu, respectivamente, enquanto na semana seguinte subiu para a nona posição no iTunes, quarto lugar no Vudu e quinto lugar no Google Play. Na quinta semana, caiu novamente para a nona posição no Google Play e no Vudu. Na semana seguinte, subiu para a sexta posição no Vudu.
O filme estreou em primeiro lugar no gráfico do NPD Videoscan First Alert, que rastreia as vendas combinadas de DVDs e Blu-rays, e no gráfico de vendas dedicado de Blu-ray, para a semana encerrada em 4 de dezembro de 2021. 72% das vendas vieram de Blu-ray, com o Blu-ray UHD e o Blu-ray tradicional representando aproximadamente 36% das vendas cada. Enquanto isso, também estreou na segunda posição nas paradas digitais da Redbox. Manteve sua posição no ranking do NPD na semana seguinte, com o Blu-ray representando 64% de suas vendas, incluindo 41% do Blu-ray tradicional e 23% do Blu-ray UHD. Enquanto isso, conquistou a primeira posição nas paradas digitais da Redbox, assim como nas paradas de aluguel de discos. Na terceira semana, caiu para a quinta posição nas vendas gerais de discos e a segunda posição nas vendas de Blu-ray, enquanto também caiu para a quarta posição no gráfico de aluguel da Redbox. Na semana seguinte, subiu para a quarta posição em vendas de discos, caindo para a terceira posição em vendas de Blu-ray e a sexta posição nas paradas de aluguel da Redbox.

## Recepção

### Bilheteria
Em 3 de outubro de 2021, Shang-Chi and the Legend of the Ten Rings arrecadou 224,5 milhões de dólares nos Estados Unidos e Canadá, e 207,7 milhões de dólares em outros territórios, com um total mundial de  US$ 431,9 milhões de dólares. O filme arrecadou 13,2 milhões de dólares em todo o mundo com o IMAX, que foi um recorde no fim de semana do Dia do Trabalho.
Shang-Chi and the Legend of the Ten Rings arrecadou 29,6 milhões de dólares em seu dia de abertura (que incluiu 8,8 milhões de dólares nas pré-estreias de quinta-feira à noite), que foi o terceiro melhor dia de abertura desde o início da pandemia de COVID-19 em março de 2020. As bilheterias da pré-estreia de quinta-feira à noite foram a segunda maior da pandemia, atrás de Black Widow (13,2 milhões de dólares). Arrecadou 75,5 milhões de dólares em seu fim de semana de abertura de três dias, o segundo maior da pandemia, atrás de Black Widow (80,3 milhões de dólares). O IMAX contribuiu com 8 milhões de dólares, o que foi um recorde para um lançamento no fim de semana do Dia do Trabalho. Arrecadou 94,67 milhões de dólares durante o fim de semana do Dia do Trabalho de quatro dias, ultrapassando os 30,6 milhões de dólares de Halloween (2007) como a maior abertura de fim de semana do Dia do Trabalho de todos os tempos. O filme ultrapassou 100 milhões de dólares em cinco dias, o filme mais rápido a atingir esse marco desde que Star Wars: The Rise of Skywalker (2019) ultrapassou essa quantia em seu fim de semana de estreia. Permaneceu como o filme número um em seu segundo fim de semana, arrecadando 35,8 milhões de dólares, que foi a segunda maior bilheteria de final de semana da pandemia. Em seu terceiro fim de semana, o filme foi mais uma vez o filme número um, ganhando 21,7 milhões de dólares, tornando-se a segunda maior bilheteria no terceiro fim de semana para um lançamento em setembro atrás de It (2017). Shang-Chi and the Legend of the Ten Rings foi novamente o filme principal em seu quarto fim de semana, o terceiro filme do UCM após Guardians of the Galaxy (2014) e Black Panther (2018) a permanecer como filme principal por quatro semanas consecutivas, e se tornou o filme de maior bilheteria de 2021 nos Estados Unidos, ultrapassando a bilheteria de 186,7 milhões de dólares de Black Widow. O filme ultrapassou 200 milhões de dólares nos Estados Unidos e Canadá em 30 de setembro, tornando-se o primeiro filme da era da pandemia a atingir o marco, e foi o terceiro filme de maior bilheteria em seu quinto fim de semana. Em seu quarto fim de semana, o Deadline Hollywood projetou que o filme teria uma bilheteria interna total de cerca de 250 milhões de dólares.
O filme arrecadou 56,2 milhões de dólares em 41 mercados em seu fim de semana de estreia, abrindo em primeiro lugar em muitos destes. O Reino Unido teve o maior dia de abertura da pandemia, assim como o maior fim de semana de abertura de três dias da pandemia, com 7,7 milhões de dólares. Em Hong Kong, o filme produziu o maior fim de semana de estreia em setembro, assim como a segunda melhor estréia durante a pandemia. Nancy Tartaglione, do Deadline Hollywood, observou que a estreia de 6,5 milhões de dólares na Coréia foi um desempenho inferior para o mercado e para um filme do UCM, embora tenha sido o primeiro filme de Hollywood a estrear em primeiro lugar em várias semanas. Em seu segundo fim de semana, o filme arrecadou 35,2 milhões de dólares em 42 mercados, permanecendo em primeiro lugar em muitos destes. Em seu terceiro fim de semana, o filme arrecadou 20,3 milhões de dólares adicionais em 43 mercados, sendo o filme mais vendido na Austrália, no Brasil, no México e no Reino Unido, entre outros. O filme estreou na Indonésia em seu quarto fim de semana, estreando em primeiro lugar com 1,2 milhão de dólares. Permaneceu em 44 mercados, permanecendo novamente como número um em muitos mercados, como Austrália, Brasil, México e Reino Unido. Em 3 de outubro de 2021, os maiores mercados eram o Reino Unido (27,1 milhões de dólares), Coreia do Sul (14,9 milhões de dólares) e França (11,5 milhões de dólares).

### Crítica
No Rotten Tomatoes, site do agregador de avaliações, o filme tem 92% de aprovação com base em 304 críticas, com média de 7,50 / 10. O consenso crítico do site diz: "Shang-Chi and the Legend of the Ten Rings não é inteiramente livre da fórmula familiar da Marvel, mas esta empolgante história de origem expande o UCM em mais de uma maneira". No Metacritic, o filme tem uma pontuação média ponderada de 71 em 100, com base em 51 críticas, indicando "críticas geralmente favoráveis". O público entrevistado pela CinemaScore deu ao filme uma nota média de "A" em uma escala de A+ a F, enquanto o PostTrak relatou que 91% dos membros da audiência deram uma nota positiva, com 78% dizendo que definitivamente o recomendariam.
Peter Debruge, da Variety, chamou o filme de "uma extravagância de efeitos visuais extravagantes e asiáticos que dá ao Shang-Chi o mesmo tratamento exagerado que grandes personagens como Hulk e Thor costumam receber. O resultado amplia o espectro de representação [do Marvel Studios] mais uma vez, oferecendo ao público de ascendência asiática o tipo de empoderamento para o qual Black Panther abriu o caminho há alguns anos". Angie Han, do The Hollywood Reporter, sentiu que Shang-Chi and the Legend of the Ten Rings não "mesclou" suas artes marciais, elementos de fantasia e exploração da cultura chinesa e asiático-americana "tão bem quanto [deveria]", se tornou um filme de super-herói que parecia "fresco e divertido o suficiente para parecer que vale a pena dar uma volta". Han acreditava que algumas das sequências de ação menos intensas faziam o filme parecer menos com um filme de super-heróis e mais com "a grandeza melancólica das adaptações de contos de fadas de live-action da Disney" e acrescentou um pouco do humor que impede que "tombe para a auto-importância", mas "rouba algumas das suas maravilhas". Ela também elogiou a atuação de Leung, cuja sinceridade em retratar Wenwu o tornou um "supervilão com alma".
Dando ao filme 3,5 de 4 estrelas, Nick Allen, do RogerEbert.com, acredita que o filme "se encaixa na embalagem da Marvel em sua própria maneira, mas tem uma imensa emoção que outros filmes do UCM, filmes de super-heróis e filmes de ação em geral deveriam tomar notas". Allen acreditava que Leung era o elenco "mais brilhante" do filme e gostou das várias sequências de luta desde que Cretton mudou a altura, a luz, os reflexos e a encenação de cada um. Ele observou que o ato final do filme foi "uma viagem de montanha-russa tão exagerada e vertiginosa que você não pode deixar de torcer por ela" e concluiu que Shang-Chi "não foi um experimento para a Marvel e a Disney", mas sim " um modelo promissor de como eles podem acertar novamente". Escrevendo para a Empire, Laura Sirikui disse que o filme foi "uma mistura vitoriosa da cultura chinesa com a fórmula de sucesso da Marvel que evita os clichês e estereótipos asiáticos típicos de sotaques e maus motoristas, enquanto chama a atenção para alguns dos erros raciais do passado da Marvel. Dado o que está em exibição aqui, o futuro para Shang-Chi e a representação asiática no UCM parece brilhante". Sirikui também sentiu que era a melhor coreografia no UCM, dizendo que as cenas de luta foram "verdadeiramente gratificantes" e elogiou Liu, Awkwafina e Leung. Ela sentiu, no entanto, que o filme tinha alguns problemas de ritmo que tornaram a história "complicada" e um "final apressado [que] faz com que alguns dos arcos dos personagens pareçam não merecidos e deixados de lado".
Jake Cole, da Slant Magazine, foi mais crítico ao filme, dando-lhe uma pontuação de 1,5 de 4 estrelas. Ele acreditava que Shang-Chi era definido pela "mesma síndrome do impostor de 'criança talentosa' como tantos outros heróis que duvidam de si mesmo no UCM" e criticou o desempenho de Liu como "curiosamente sem afeto", mas elogiou Leung como "transmitir sem esforço o a malícia calma com que Wenwu afirma o seu poder absoluto, bem como a angústia que o homem sente pela perda da esposa”. Cole sentiu que os flashbacks do filme eram "supérfluos" e tinham uma "monotonia emocional" que fazia o filme "engatinhar" cada vez que eram usados e questionava as cenas de ação auxiliadas por CGI e o ato final que "se transforma em um visual sem sentido alto e caótico". Alison Wilmore, da Vulture, escreveu que o filme não era "uma adição irremediável" ao UCM, mas acrescentou que "parece tão atormentado por uma sensação de inadequação sobre seu personagem principal quanto o personagem principal é sobre si mesmo". Ela concluiu que o filme estava "preso entre o legado de seus antepassados e um senso de identidade ainda em desenvolvimento", que era a "coisa mais asiático-americana" do filme.

### Reconhecimentos
| Prêmio                                     | Data da cerimônia       | Categoria                                                    | Recebedor(es)                                                                                        | Resultado | Ref(s)          |
| ------------------------------------------ | ----------------------- | ------------------------------------------------------------ | --- | --------- | --------------- |
| Hollywood Music in Media Awards            | 17 de novembro de 2021  | Trilha sonora - Filme SciFi / Fantasia                       | Joel P. West                                                                                         | Indicado  | [ 192 ]         |
| People's Choice Awards                     | 7 de dezembro de 2021   | Filme Favorito                                               | Shang-Chi and the Legend of the Ten Rings                                                            | Indicado  | [ 193 ]         |
| People's Choice Awards                     | 7 de dezembro de 2021   | Filme de Ação Favorito                                       | Shang-Chi and the Legend of the Ten Rings                                                            | Venceu    | [ 193 ]         |
| People's Choice Awards                     | 7 de dezembro de 2021   | Ator de Cinema Favorito                                      | Simu Liu                                                                                             | Indicado  | [ 193 ]         |
| People's Choice Awards                     | 7 de dezembro de 2021   | Atriz de Cinema Favorita                                     | Awkwafina                                                                                            | Indicado  | [ 193 ]         |
| People's Choice Awards                     | 7 de dezembro de 2021   | Estrela de Filme de Ação Favorita                            | Simu Liu                                                                                             | Venceu    | [ 193 ]         |
| Unforgettable Gala – Asian American Awards | 11 de dezembro de 2021  | Melhor ator                                                  | Simu Liu                                                                                             | Venceu    | [ 194 ]         |
| Unforgettable Gala – Asian American Awards | 11 de dezembro de 2021  | Melhor diretor                                               | Destin Daniel Cretton                                                                                | Venceu    | [ 194 ]         |
| St. Louis Film Critics Association         | 19 de dezembro de 2021  | Melhor filme de ação                                         | Shang-Chi and the Legend of the Ten Rings                                                            | Venceu    | [ 195 ]         |
| Florida Film Critics Circle                | 22 de dezembro de 2021  | Melhores efeitos visuais                                     | Shang-Chi and the Legend of the Ten Rings                                                            | Indicado  | [ 196 ] [ 197 ] |
| San Diego Film Critics Society             | 10 de janeiro de 2022   | Melhores efeitos visuais                                     | Shang-Chi and the Legend of the Ten Rings                                                            | Indicado  | [ 198 ] [ 199 ] |
| Austin Film Critics Association            | 11 de janeiro de 2022   | Melhores cenas de dublê                                      | Shang-Chi and the Legend of the Ten Rings                                                            | Indicado  | [ 200 ] [ 201 ] |
| Seattle Film Critics Society               | 17 de janeiro de 2022   | Melhor coreografia de ação                                   | Shang-Chi and the Legend of the Ten Rings                                                            | Indicado  | [ 202 ]         |
| Seattle Film Critics Society               | 17 de janeiro de 2022   | Melhores efeitos visuais                                     | Christopher Townsend, Joe Farrell, Sean Walker e Dan Oliver                                          | Indicado  | [ 202 ]         |
| Seattle Film Critics Society               | 17 de janeiro de 2022   | Melhor vilão                                                 | Tony Leung                                                                                           | Indicado  | [ 202 ]         |
| Houston Film Critics Society               | 19 de fevereiro de 2022 | Melhor coordenação de dublês                                 | Shang-Chi and the Legend of the Ten Rings                                                            | Indicado  | [ 203 ]         |
| Houston Film Critics Society               | 19 de fevereiro de 2022 | Melhores efeitos visuais                                     | Shang-Chi and the Legend of the Ten Rings                                                            | Indicado  | [ 203 ]         |
| Screen Actors Guild Awards                 | 27 de fevereiro de 2022 | Melhor elenco de dublês num filme                            | Shang-Chi and the Legend of the Ten Rings                                                            | Indicado  | [ 204 ]         |
| Hollywood Critics Association Film Awards  | 28 de fevereiro de 2022 | Melhores efeitos visuais                                     | Christopher Townsend, Dan Oliver, Joe Farrell, and Sean Walker                                       | Indicado  | [ 205 ]         |
| Hollywood Critics Association Film Awards  | 28 de fevereiro de 2022 | Melhor filme de ação                                         | Shang-Chi and the Legend of the Ten Rings                                                            | Indicado  | [ 205 ]         |
| Hollywood Critics Association Film Awards  | 28 de fevereiro de 2022 | Melhores cenas de ação                                       | Shang-Chi and the Legend of the Ten Rings                                                            | Venceu    | [ 205 ]         |
| Hollywood Critics Association Film Awards  | 28 de fevereiro de 2022 | Prêmio Game Changer                                          | Simu Liu                                                                                             | Venceu    | [ 206 ]         |
| Visual Effects Society                     | 8 de março de 2022      | Efeitos visuais excepcionais em um recurso fotorreal         | Christopher Townsend, Damien Carr, Joe Farrell, Sean Walker, Dan Oliver                              | Indicado  | [ 207 ]         |
| Visual Effects Society                     | 8 de março de 2022      | Melhor Cinematografia Virtual em um Projeto de CG            | Sebastian Trujillo, Louis-Daniel Poulin, Nathan Abbot, Shannon Justison                              | Indicado  | [ 207 ]         |
| Visual Effects Society                     | 8 de março de 2022      | Excelentes simulações de efeitos em um recurso fotorrealista | "Water, Bubbles & Magic" – Simone Riginelli, Claude Schitter, Teck Chee Koi, Arthur Graff            | Indicado  | [ 207 ]         |
| Visual Effects Society                     | 8 de março de 2022      | Excelente composição e iluminação em um recurso              | "Macau City" – Jeremie Maheu, Mathieu Dupuis, Karthic Ramesh, Jiri Kilevnik                          | Indicado  | [ 207 ]         |
| Costume Designers Guild Awards             | 9 de março de 2022      | Excelência em filmes de fantasia                             | Kym Barrett                                                                                          | Indicado  | [ 208 ]         |
| Annie Awards                               | 12 de março de 2022     | Melhor Animação de Personagem – Live Action                  | Karl Rapley, Sebastian Trujillo, Richard John Moore, Merlin Bela, Wassilij Maertz e Pascal Raimbault | Venceu    | [ 209 ]         |
| Critics' Choice Movie Awards               | 13 de março de 2022     | Melhores efeitos visuais                                     | Shang-Chi and the Legend of the Ten Rings                                                            | Indicado  | [ 210 ]         |
| Gold Derby Film Awards                     | 16 de março de 2022     | Melhores efeitos visuais                                     | Christopher Townsend, Joe Farrell, Sean Walker e Dan Oliver                                          | Indicado  | [ 211 ] [ 212 ] |
| Critics' Choice Super Awards               | 17 de março de 2022     | Melhor filme de super-herói                                  | Shang-Chi and the Legend of the Ten Rings                                                            | Indicado  | [ 213 ]         |
| Critics' Choice Super Awards               | 17 de março de 2022     | Melhor ator em filme de super-herói                          | Tony Leung                                                                                           | Indicado  | [ 213 ]         |
| Critics' Choice Super Awards               | 17 de março de 2022     | Melhor ator em filme de super-herói                          | Simu Liu                                                                                             | Indicado  | [ 213 ]         |
| Critics' Choice Super Awards               | 17 de março de 2022     | Melhor atriz em filme de super-herói                         | Michelle Yeoh                                                                                        | Indicado  | [ 213 ]         |
| Critics' Choice Super Awards               | 17 de março de 2022     | Melhor vilão em um filme                                     | Tony Leung                                                                                           | Indicado  | [ 213 ]         |
| Academy Awards                             | 27 de março de 2022     | Melhores efeitos visuais                                     | Christopher Townsend, Joe Farrell, Sean Noel Walker e Dan Oliver                                     | Indicado  | [ 214 ]         |
| Satellite Awards                           | 2 de abril de 2022      | Melhores efeitos visuais                                     | Joe Farrell, Dan Oliver, Christopher Townsend e Sean Walker                                          | Indicado  | [ 215 ]         |
| Hugo Awards                                | 4 de setembro de 2022   | Melhor Apresentação Dramática                                | Dave Callaham, Destin Daniel Cretton e Andrew Lanham                                                 | Pendente  | [ 216 ]         |

Em dezembro de 2021, Shang-Chi and the Legend of the Ten Rings recebeu o Prêmio Vanguard no Unforgettable Gala's 19th Annual Asian American Awards, uma homenagem anteriormente concedida para The Farewell (2019).

## Documentário especial
Em fevereiro de 2021, a série de documentários Marvel Studios: Assembled foi anunciada. O especial Assembled: The Making of Shang-Chi and the Legend of the Ten Rings, vai aos bastidores do making of do filme e foi lançado no Disney+ em 12 de novembro de 2021.

## Sequência
Em dezembro de 2021, foi anunciado que uma sequência está em desenvolvimento, com Cretton retornando para escrever e dirigir. No mês seguinte, esperava-se que Liu reprisasse seu papel na sequência, dizendo que queria que o filme explorasse o que seu personagem faria com seu "novo poder" dos dez anéis e também como ele se encaixa no UCM.